# Diolenius
Diolenius Thorell, 1870 è un genere di ragni appartenente alla famiglia Salticidae.

## Caratteristiche
Sono ragni di dimensioni comprese fra 4 e 8,5 millimetri. Ad un primo sguardo i sessi sono molto simili fra loro: i maschi si distinguono solo per l'opistosoma leggermente più allungato e i trocanteri più sviluppati.
Rispetto ai ragni del genere Chalcolecta, questi hanno i trocanteri più lunghi delle coxae e la pars thoracica del cefalotorace papillata. Comparati invece ai ragni del genere Ohilimia hanno il bulbo di forma triangolare e l'apofisi tibiale con una flangia alla base.

## Distribuzione
Le 15 specie note di questo genere sono diffuse principalmente nell'Arcipelago delle Molucche e in varie località della Nuova Guinea; solo la D. infulatus e la D. lugubris sono state rinvenute anche nella Nuova Britannia.

## Tassonomia
Il recente studio degli aracnologi Gardzinska e Zabka ha più che raddoppiato il numero di specie di questo genere oltre a rivedere la denominazione di altre specie erroneamente qui attribuite.
A maggio 2010, si compone di 15 specie:
- Diolenius albopiceus Hogg, 1915—Nuova Guinea
- Diolenius amplectens Thorell, 1881—Nuova Guinea
- Diolenius angustipes Gardzinska & Zabka, 2006—Isole Biak (Nuova Guinea)
- Diolenius armatissimus Thorell, 1881—Arcipelago delle Molucche
- Diolenius bicinctus Simon, 1884—Arcipelago delle Molucche, Nuova Guinea
- Diolenius decorus Gardzinska & Zabka, 2006—Nuova Guinea
- Diolenius infulatus Gardzinska & Zabka, 2006—Nuova Guinea, Nuova Britannia
- Diolenius insignitus Gardzinska & Zabka, 2006—Arcipelago delle Molucche
- Diolenius lineatus Gardzinska & Zabka, 2006—Nuova Guinea
- Diolenius lugubris Thorell, 1881—Nuova Guinea, Nuova Britannia
- Diolenius paradoxus Gardzinska & Zabka, 2006—Nuova Guinea
- Diolenius phrynoides (Walckenaer, 1837)[3]—Ambon (Arcipelago delle Molucche), Nuova Guinea
- Diolenius redimiculatus Gardzinska & Zabka, 2006—Nuova Guinea
- Diolenius varicus Gardzinska & Zabka, 2006—Nuova Guinea
- Diolenius virgatus Gardzinska & Zabka, 2006—Nuova Guinea